# لوسي ساترابوفا
لوسي ساترابوفا مواليد 3 يوليو 1989 في هافليتشكوف برود، التشيك، هي لاعبة كرة يد تشيكية تلعب كحارس مرمى. مثلت منتخب التشيك لكرة اليد للسيدات.

## سجل المنافسة
شاركت في البطولات التالية:
- بطولة العالم لكرة اليد للسيدات 2013
- بطولة أوروبا لكرة اليد للسيدات 2012
- بطولة أوروبا لكرة اليد للسيدات 2016

## روابط خارجية
- لوسي ساترابوفا على موقع الاتحاد الأوروبي لكرة اليد (الإنجليزية)